# Данришар
Данришар (фр. Damprichard) насеље је и општина у источној Француској у региону Франш-Конте, у департману Ду која припада префектури Монбелијар.
По подацима из 2011. године у општини је живело 1789 становника, а густина насељености је износила 81,69 становника/km². Општина се простире на површини од 21,9 km². Налази се на средњој надморској висини од 825 метара (максималној 1.023 m, а минималној 780 m).

## Демографија
| 1962. | 1968. | 1975. | 1982. | 1990. | 1999. | 2011. |
| ----- | ----- | ----- | ----- | ----- | ----- | ----- |
| 1.741 | 1.763 | 2.016 | 1.907 | 1.858 | 1.768 | 1.789 |

График промене броја становника у току последњих година